# Mesophadnus
Mesophadnus is een geslacht van insecten uit de orde vliesvleugeligen (Hymenoptera) en de familie Ichneumonidae.

## Soorten
- M. chinicus Heinrich, 1980
- M. femoratus (Cameron, 1903)
- M. formosanus (Uchida, 1928)
- M. fukiensis Heinrich, 1980
- M. spilopterus Cameron, 1907
- M. victoriae Heinrich, 1980
- M. violaceipennis (Cameron, 1905)